# آنا ماریکیان
آنا گریگوری ماریکیان (ارمنی: Աննա Գրիգորի Մարիկյան؛ زادهٔ ۲۳ سپتامبر ۱۹۴۱) رقصنده باله اهل ارمنستان است.

## زندگی‌نامه
وی در ۲۳ سپتامبر ۱۹۴۱ در اسکندریه به دنیا آمد و از فارغ‌التحصیل گشت. وی برنده جوایزی همچون مدال موسس خورناتسی، مدال طلای وزارت فرهنگ جمهوری ارمنستان و هنرمند شایسته ارمنستان شوروی است.